# Delta1 Telescopii
Delta1 Telescopii (δ1 Telescopii, förkortat Delta1 Tel, δ1 Tel) som är stjärnans Bayerbeteckning, är en dubbelstjärna belägen i den nordvästra delen av stjärnbilden Kikaren. Den har en skenbar magnitud på 4,94 och är svagt synlig för blotta ögat där ljusföroreningar ej förekommer. Baserat på parallaxmätning inom Hipparcosuppdraget på ca 4,6 mas, beräknas den befinna sig på ett avstånd på ca 710 ljusår (ca 217 parsek) från solen. På det beräknade avståndet minskar stjärnans skenbara magnitud med 0,29 enheter på grund av skymning genom interstellärt stoft.

## Egenskaper
Primärstjärnan Delta1 Telescopii A är en blå till vit stjärna av spektralklass B6 IV, vilket anger att den är en underjättestjärna som utvecklas bort från huvudserien. Den har en massa som är ca 4,5 gånger större än solens massa, en radie som är ca 4,7 gånger större än solens och utsänder från dess fotosfär ca 900 gånger mera energi än solen vid en effektiv temperatur på ca 12 400 K.
Delta1 Telescopii är en enkelsidig spektroskopisk dubbelstjärna med en omloppsperiod på 18,8 dygn och en excentricitet på 0,51. Halva storaxelns uppskattade storlek har minst 14,5 × 106 km, med osäkerhet på grund av brist på kunskap om omloppsbanans lutning.